# Haemaphysalis fujisana
Haemaphysalis fujisana este o specie de căpușe din genul Haemaphysalis, familia Ixodidae, descrisă de Kitaoka în anul 1970. Conform Catalogue of Life specia Haemaphysalis fujisana nu are subspecii cunoscute.